# Fundamentet
Fundamentet er en dansk forening i Aarhus, der arbejder med at hjælpe sårbare og udsatte mennesker og forsøger at nytænke socialt arbejde. Fundamentet tildeles i 2018 Kronprinsparrets Stjernedryspris.
Fundamentet søger at hjælpe mennesker, der har det svært, ind i et fællesskab, hvorigennem de kan forbedre deres livssituation. Foreningen giver gode råd, tilbyder forskellige former for behandlinger og ikke mindst nærvær. Fundamentet er en privat organisation, der er økonmisk støttet af forskellige donorer, ikke mindst den lokale Lind Invest, der over en tiårig periode har givet 3,8 millioner kr til foreningen.
Foreningen blev dannet i 2014 af pædagogmedhjælper Steffen Lykke Rasmussen, der havde erfaringer med flere græsrodsprojekter på det sociale område. Han havde i den forbindelse på nært hold oplevet, at det eksisterende system ikke altid fungerede. Han havde i første omgang forsøgt at blive valgt ind i byrådet i Aarhus ved at stille op som løsgænger, men skønt han fik ottendeflest stemmer, var det ikke nok til valg. I stedet gik han sammen med ligesindede i gang med at etablere Fundamentet, der åbnede i 2014 med Rasmussen som leder. Dette var han til årsskiftet 2017-18, hvor han trak sig ud af Fundamentet. Steffen vendte tilbage som leder igen fra 2020-2022. Fundmanetet udviklede i den periode projekterne Fundabolig og HF Fundamentet - HF Fundamentet blev igangsat af daværende leder Jan Rasmussen som en ny måde for unge med diagnoser at få en uddannelse på. 
Steffen Rasmussen opstartede herefter en ny organisation for sårbare unge, med en anden tilgang, foreningen Paradigmeskiftet.   